# دونوان ماکوما
دونوان ماکوما (انگلیسی: Donovan Makoma؛ زادهٔ ۱ فوریهٔ ۱۹۹۹) بازیکن فوتبال اهل فرانسه است.
از باشگاه‌هایی که در آن بازی کرده‌است می‌توان به باشگاه فوتبال استیونج و باشگاه فوتبال بارو اشاره کرد.
وی همچنین در تیم ملی فوتبال France U16 بازی کرده‌است.